# فريزر كلارك هيستون
فريزر كلارك هيستون (بالإنجليزية: Fraser Clarke Heston)‏ مواليد 12 نوفمبر 1955 في لوس أنجلوس، كاليفورنيا، هو مخرج ومخرج ومنتج وكاتب أمريكي. وهو ابن الممثل شارلتون هيستون والممثلة ليديا كلارك. من أعماله الفيلم التلفزيوني جزيرة الكنز.

## الأعمال
- 1990: جزيرة الكنز
- 1965: الوصايا العشر
- 1991: معاطف المدينة

## وصلات خارجية
- فريزر كلارك هيستون على موقع IMDb (الإنجليزية)
- فريزر كلارك هيستون على موقع ألو سيني (الفرنسية)
- فريزر كلارك هيستون على موقع قاعدة بيانات الأفلام السويدية (السويدية)
- فريزر كلارك هيستون على موقع قاعدة بيانات الفيلم (الإنجليزية)
- فريزر كلارك هيستون على موقع كينوبويسك (الروسية)